# Sportzentrum Aug
Sportzentrum Aug – stadion piłkarski w Seekirchen am Wallersee, w Austrii. Obiekt może pomieścić 2000 widzów. Swoje spotkania na stadionie rozgrywają piłkarze klubu SV Seekirchen 1945. 26 maja 2010 roku reprezentacja Azerbejdżanu zremisowała na tym stadionie w meczu towarzyskim z Mołdawią 1:1. Obiekt pełnił również rolę bazy treningowej dla reprezentacji Grecji podczas Euro 2008.